# Jean-Jacques Régis de Cambacérès

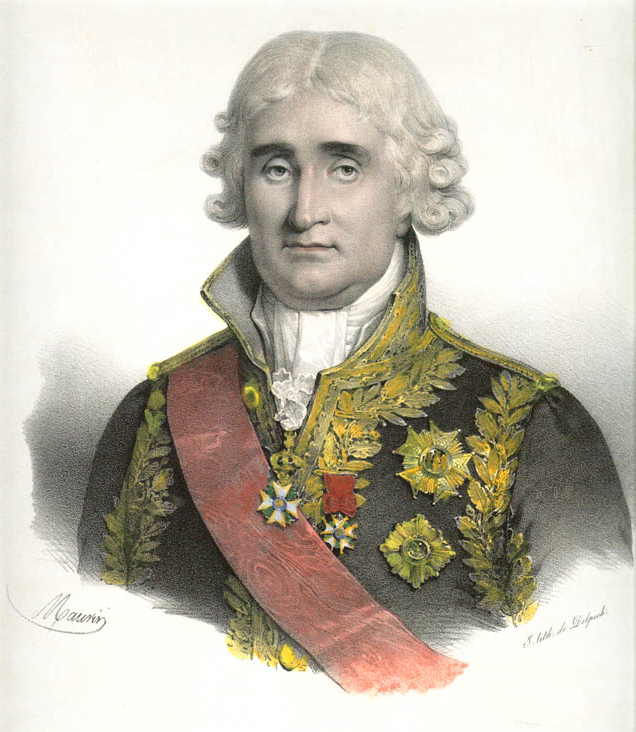
Jean Jacques Regis de Cambacérès, duc de Parme, Lithographie von François Delpech, nach einem Porträt von Nicolas-Eustache Maurin, Paris um 1830 (nachkoloriert). Cambacérès' Unterschrift

Cambacérès bekleidete als archichancelier de l’Empire das Amt eines Großwürdenträgers des Kaiserreichs, erhielt von Napoleon einen Adelstitel als duc de Parme und war zudem Großkreuz-Ritter der Ehrenlegion. Sein nach den Regeln der napoleonischen Heraldik gestaltetes Wappen zeigte im blauen Schildhaupt die Bienen der Großwürdenträger aus den Reihen der ducs de l'Empire, dazu den Wappenmantel und den Federhut der Großwürdenträger sowie das Großkreuz der Ehrenlegion.

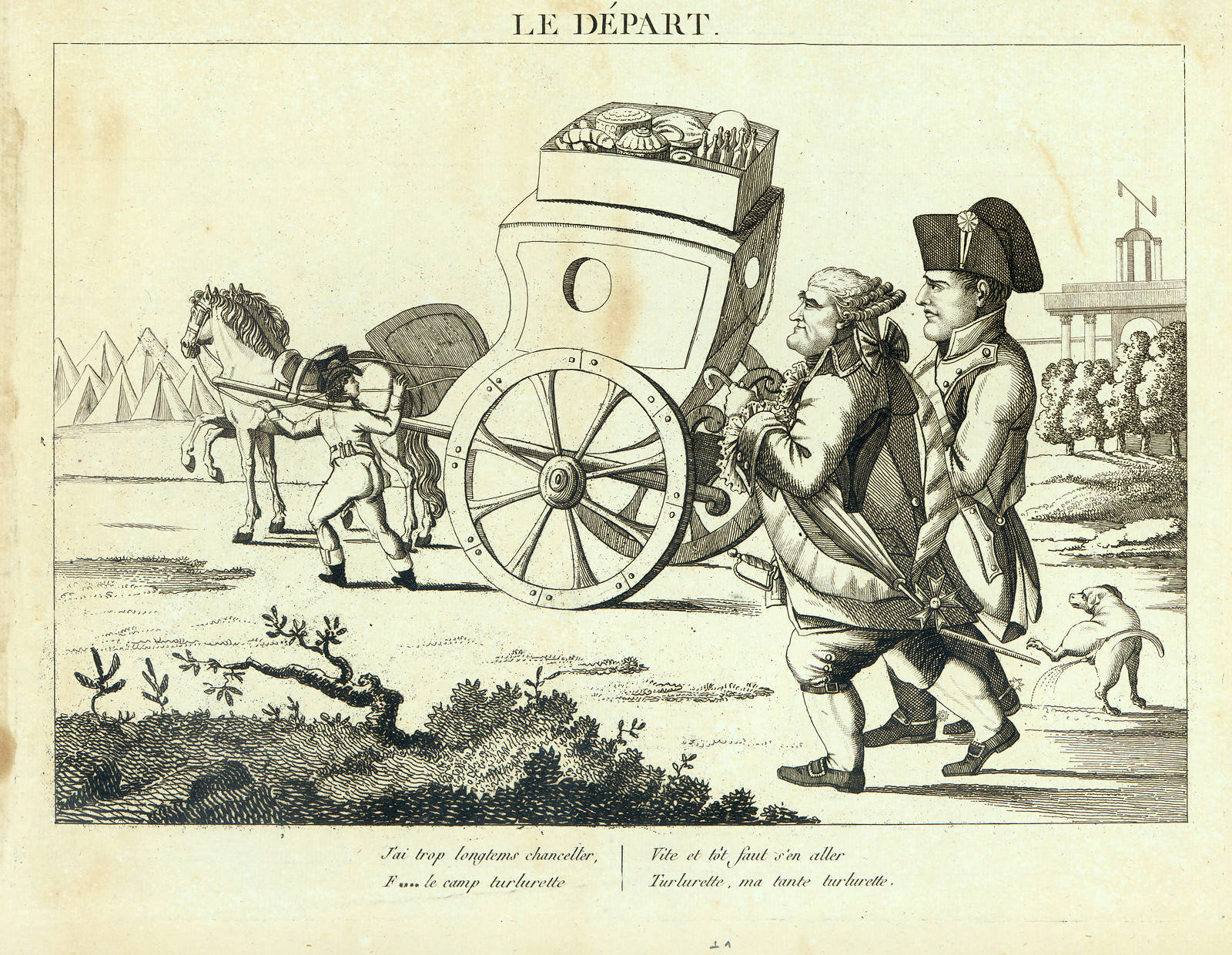
Le Départ („Die Abreise“): Eine royalistische Karikatur von 1814, die Cambacérès an der Seite Napoleons mit seinem Spottnamen Tante (T)Urlurette tituliert – eine Anspielung auf seine vermutete Homosexualität

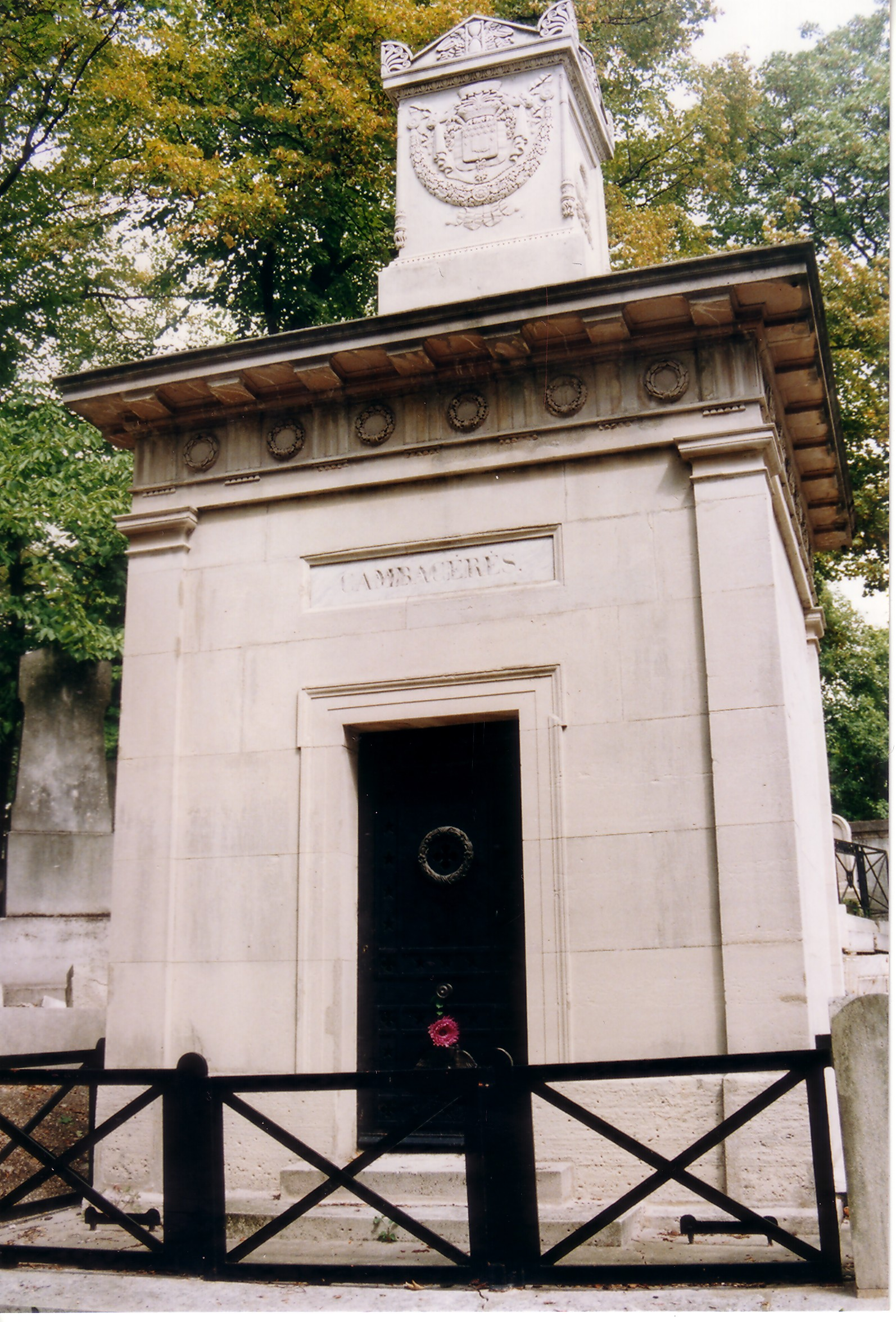
Grabmal Cambacérès’ auf dem Friedhof Père-Lachaise (Division 39) in Paris

Jean-Jacques Régis de Cambacérès (* 18. Oktober 1753 in Montpellier; † 8. März 1824 in Paris) war ein französischer Jurist und Staatsmann. Er wurde nach Napoleons Staatsstreich 1799 Zweiter Konsul, diente nach Napoleons Erhebung zum Kaiser von 1805 bis 1814 sowie 1815 als Regierungschef Frankreichs und bekleidete als archichancelier de l’Empire das Amt eines Großwürdenträgers des Französischen Kaiserreichs.  1808 erhielt er in der noblesse impériale den Titel eines Herzogs von Parma.

## Leben
Er war der Sohn von Antoine de Cambacères, Berater am Cour des Comptes, und dessen erster Gemahlin Marie Rose Vassal. Die Familie gehörte dem Amtsadel (Noblesse de robe) von Montpellier an. Von den insgesamt elf Kindern überlebte außer Jean-Jacques nur dessen jüngerer Bruder Étienne-Hubert de Cambacérès, der später Kardinal werden sollte. Der spätere napoleonische General Jean-Pierre-Hugues de Cambacérès war ein Halbbruder Cambacérès aus der zweiten Ehe des Vaters.
Cambacérès wurde 1772, noch zu Zeiten des Ancien Régime Steuerrat am Cour des Comptes und 1791 Präsident des Kriminalgerichts. Am 6. September 1792 wurde er als Abgeordneter für das Département Hérault zum Konventsmitglied gewählt und gehörte dort zur gemäßigten Fraktion. Am 10. März 1793 wurde auf seinen Vorschlag hin der Wohlfahrtsausschuss gebildet. Während dieser Zeit beschäftigte er sich mit der Erstellung eines neuen Zivilgesetzbuches (Projet de Code civil et discours préliminaire), das als Grundlage zum späteren Code Napoléon diente. Nach dem 9. Thermidor 1794 war er für einen Monat vom 7. Oktober bis zum 7. November Präsident des Wohlfahrtsausschusses und noch ein weiteres Mal vom 4. März bis zum 1. November 1795, nachdem Lazare Carnot aus dem Ausschuss herausgewählt wurde. Zur Zeit des Direktoriums war er im Oktober 1796 Präsident des Rats der Fünfhundert. Seit 1799 war er Justizminister, nach dem 18. Brumaire VIII (9. November 1799) zweiter Konsul neben Napoleon Bonaparte und Charles-François Lebrun. 1805, nach der Erhebung Napoleons zum Kaiser wurde er als Reichserzkanzler (archichancelier de l’Empire)  einer der Großwürdenträger des Französischen Kaiserreichs und 1808 Herzog von Parma in der noblesse impériale. Er hatte großen Anteil an der Gestaltung der Justiz und inneren Verwaltung Frankreichs.
1813 wurde er Präsident des Regentschaftsrats, der der in Abwesenheit Napoleons zur Regentin eingesetzten Kaiserin Marie-Louise zur Seite gestellt worden war. Während der Herrschaft der Hundert Tage übernahm er wiederum das Justizministerium und das Präsidium der Pairskammer. Nach der zweiten Restauration kehrte er nach Paris zurück, bis er als angeblicher Königsmörder 1816 des Landes verwiesen ward. Er hielt sich in Brüssel und Amsterdam auf, bis er 13. Mai 1818 in alle bürgerlichen und politischen Rechte wieder eingesetzt wurde. Seitdem lebte er zurückgezogen in Paris, wo er 1824 starb.
Seit 1803 war er Mitglied der Académie française.